# 戴爾鎮區 (堪薩斯州金曼縣)
戴爾鎮區（英語：Dale Township）為美國堪薩斯州金曼縣轄下的鎮區。2010年美国人口普查中此鎮區人口有166人。

## 地理
戴爾鎮區涵蓋總面積為91.8平方（35.43平方英里），其中陸地面積為91.0平方（35.14平方英里），水域面積為0.75平方（0.29平方英里）或0.82%。海拔高度439（1,440英尺）。

## 人口統計
根據2010年美國人口普查，戴爾鎮區人口有166人，其中男性有83人，女性有83人，人口密度為每平方公里1.81人，住房計84戶。鎮區內的白人有150人，非裔美國人有0人，美洲原住民有0人，亞裔美國人有13人，太平洋島裔美國人有0人，其他種族有0人，混血種族則有3人。此外鎮區內有4人為西班牙裔或拉丁裔美國人。此鎮區之年齡中位數為46.8歲，而男性年齡中位數為46.5歲，女性年齡中位數為46.9歲。